# Dactylorhiza fuchsii
A orquídea manchada comum (Dactylorhiza fuchsii) é uma espécie comum de orquídea euro-siberiana. É amplamente variável, em cor e altura, variando de 15 a 60 cm de altura. A inflorescência densa e rica em flor (flor de pico), produzido em junho-agosto, é em primeiro lugar, cônico, em seguida, cilíndrico. A cor da flor pode variar do branco ao roxo pálido com manchas roxas, um padrão simétrico de laço roxo escuro ou pontos e traços. O labelo tem três lobos. As brácteas são geralmente mais curtas do que a flor. O labelo é menor do que a da muito semelhante Dactylorhiza maculata e tem três cortes mais profundos. O lobo médio é mais do que a metade do tamanho de um lobo lateral. Algumas colônias são altamente perfumadas, atraente para as mariposas diurnas. As folhas são estreitamente lanceoladas, tombadas e muitas vezes escuro-manchada.